# Place Bernard-Tissot
Pour les articles homonymes, voir Bernard Tissot (homonymie) et Tissot.
La place Bernard-Tissot est une voie publique de la commune française de Rouen. Elle permet l'accès à la Gare de Rouen-Rive-Droite.

## Situation et accès
Cette place est située sur la rive droite de la Seine.
La place est desservie par la station souterraine de tramway Gare-Rue Verte ainsi que par la station Gare du réseau de vélopartage Lovélo.

## Origine du nom
Cette place porte le nom de Bernard Tissot (1902-1968), maire de Rouen de 1958 à 1968.

## Historique
Les hôtels de voyageurs Astrid et de Dieppe sont cités au Guide Michelin de 1937.

## Bâtiments remarquables et lieux de mémoire
- Gare de Rouen-Rive-Droite